# Municipio Malla
Das Municipio Malla liegt im Departamento La Paz.

## Lage im Nahraum
Das Municipio Malla ist eines von fünf Municipios der Provinz Loayza und liegt im östlichen Teil der Provinz. Es grenzt im Nordwesten an das Municipio Cairoma, im Westen an das Municipio Luribay, im Süden an das Municipio Yaco und im Osten an die Provinz Inquisivi.
Das Municipio hat 29 Ortschaften (localidades), der zentrale Ort des Municipios ist Malla mit 1438 Einwohnern im zentralen Teil des Municipios. (Volkszählung 2012)

## Geographie
Das Municipio Malla liegt auf einer mittleren Höhe von 4000 m in der Kordillere Serranía de Sicasica, zwischen dem bolivianischen Altiplano im Westen und dem Amazonas-Tiefland im Osten.
Die mittlere Durchschnittstemperatur der Region liegt bei 9 °C, der Jahresniederschlag beträgt 500 bis 600 mm (siehe Klimadiagramm Viloco), mit einer ausgeprägten Trockenzeit von Mai bis August mit Monatswerten von unter 15 mm Niederschlag.

## Bevölkerung
Die Einwohnerzahl des Municipio Malla ist zwischen 1992 und 2024 auf mehr als das Doppelte angestiegen:
| Jahr | Einwohner | Quelle       |
| ---- | --------- | ------------ |
| 1992 | 2274      | Volkszählung |
| 2001 | 3733      | Volkszählung |
| 2012 | 5121      | Volkszählung |
| 2024 | 4866      | Volkszählung |

Bei der letzten Volkszählung im Jahr 2024 hatte das Municipio eine Bevölkerungsdichte von 15,2 Einwohnern/km². Die Lebenserwartung der Neugeborenen im Jahr 2001 lag bei 58,8 Jahren, die Säuglingssterblichkeit war von 6,9 Prozent (1992) auf 7,8 Prozent im Jahr 2001 gestiegen.
Der Alphabetisierungsgrad bei den über 19-Jährigen beträgt 73,9 Prozent, und zwar 86,6 Prozent bei Männern und 60,4 Prozent bei Frauen. (2001)
83,1 Prozent der Bevölkerung sprechen Spanisch, 95,2 Prozent sprechen Aymara und 1,1 Prozent Quechua. (2001)
64,3 Prozent der Bevölkerung haben keinen Zugang zu Elektrizität, 9,2 Prozent leben ohne sanitäre Einrichtung. (2001)
100 Prozent der insgesamt 619 Haushalte besitzen mindestens ein Radio, 8,7 Prozent einen Fernseher, 17,3 Prozent ein Fahrrad, 0,5 Prozent ein Motorrad, 1,1 Prozent ein Auto, 0,2 Prozent einen Kühlschrank und 0,5 Prozent ein Telefon. (2001)

## Politik
Ergebnis der Regionalwahlen (concejales del municipio) vom 4. April 2010:
| Wahl- berechtigte |  | Wahl- beteiligung | gültige Stimmen |  | MSM    | MAS-IPSP |
| ----------------- |  | ----------------- | --------------- |  | ------ | -------- |
| 972               |  | 939               | 760             |  | 469    | 291      |
|                   |  | 96,6 %            | 80,9 %          |  | 61,7 % | 38,3 %   |

Ergebnis der Regionalwahlen (elecciones de autoridades políticas) vom 7. März 2021:
| Wahl- berechtigte |  | Wahl- beteiligung | gültige Stimmen |  | MAS-IPSP | J.A.LLALLA.L.P. | MTS    | PBCSP  | PAN-BOL | FPV    | SOL.BO |
| ----------------- |  | ----------------- | --------------- |  | -------- | --------------- | ------ | ------ | ------- | ------ | ------ |
| 1.245             |  | 1.165             | 1.007           |  | 705      | 222             | 22     | 14     | 11      | 9      | 6      |
|                   |  | 93,57 %           | 86,44 %         |  | 70,01 %  | 22,05 %         | 2,18 % | 1,39 % | 1,09 %  | 0,89 % | 0,60 % |

## Gliederung
Das Municipio untergliederte sich bei der Volkszählung 2012 in die folgenden drei Kantone (cantones):
- 02-0904-01 Kanton Malla – 19 Ortschaften – 4.446 Einwohner (2001: 2.920 Einwohner)
- 02-0904-02 Kanton Rodeo – 8 Ortschaften – 390 Einwohner (2001: 293 Einwohner)
- 02-0904-03 Kanton Koque – 2 Ortschaften – 285 Einwohner (2001: 520 Einwohner)

## Ortschaften im Municipio Malla
- Kanton Malla
  - Malla 1438 Einw. – Atoroma 591 Einw. – Ñiquela 429 Einw. – Asiriri 371 Einw. – Quinturani 355 Einw. – Jachapampa 165 Einw.

- Kanton Rodeo
  - Rodeo 147 Einw.

- Kanton Koque
  - Soracachi 161 Einw. - Coque 124 Einw.